# David Jukl
David Jukl (* 2. ledna 1991, Nové Město na Moravě, Československo) je český fotbalový záložník, momentálně působící v prvoligovém týmu FC Zbrojovka Brno.

## Klubové statistiky
Aktuální k 18. března 2012
| Sezona | Klub                | Země  | Soutěž  | Zápasy | Góly |
| ------ | ------------------- | ----- | ------- | ------ | ---- |
| 09/10  | FC Zbrojovka Brno B | Česko | MSFL    | 3      | 0    |
| 10/11  | FC Zbrojovka Brno B | Česko | MSFL    | 25     | 2    |
| 11/12  | FK Čáslav           | Česko | 2. liga | 10     | 0    |
|        | FC Zbrojovka Brno B | Česko | MSFL    | 11     | 0    |
|        | FC Zbrojovka Brno   | Česko | 2. liga | 1      | 0    |
|        | celkem              |       |         | 50     | 2    |